# مسابقات قهرمانی کشتی آسیا ۱۹۸۹
کشتی قهرمانی آسیا ۱۹۸۹ ششمین دوره از رقابت‌های قهرمانی آسیا می‌باشد که از ۳۰ ژوئن تا ۲ ژوئیه ۱۹۸۹ در اوآرای، ژاپن برگزار گردید.

## جدول مدال‌ها
| رتبه           | کشور           | طلا | نقره | برنز | مجموع |
| -------------- | -------------- | --- | ---- | ---- | ----- |
| ۱              | کرهٔ جنوبی      | ۶   | ۵    | ۴    | ۱۵    |
| ۲              | ایران          | ۶   | ۵    | ۳    | ۱۴    |
| ۳              | ژاپن           | ۴   | ۴    | ۵    | ۱۳    |
| ۴              | مغولستان       | ۳   | ۱    | ۲    | ۶     |
| ۵              | کرهٔ شمالی      | ۰   | ۳    | ۰    | ۳     |
| ۶              | پاکستان        | ۰   | ۲    | ۰    | ۲     |
| ۷              | عراق           | ۰   | ۱    | ۱    | ۲     |
| ۸              | چین            | ۰   | ۰    | ۳    | ۳     |
| ۹              | هند            | ۰   | ۰    | ۲    | ۲     |
| مجموع (۹ کشور) | مجموع (۹ کشور) | ۱۹  | ۲۱   | ۲۰   | ۶۰    |

## رده‌بندی تیمی
| رتبه | آزاد مردان | آزاد مردان | فرنگی مردان | فرنگی مردان |
| رتبه | تیم        | امتیازات   | تیم         | امتیازات    |
| ---- | ---------- | ---------- | ----------- | ----------- |
| ۱    | ایران      | ۴۶         | کرهٔ جنوبی   | ۵۳          |
| ۲    | مغولستان   | ۳۴         | ژاپن        | ۴۸          |
| ۳    | کرهٔ جنوبی  | ۳۴         | ایران       | ۳۸          |
| ۴    | ژاپن       | ۳۰         | هند         | ۲۱          |
| ۵    | کرهٔ شمالی  | ۲۳         | چین         | ۱۶          |

## خلاصه مدال‌ها

### آزاد مردان
| رویداد | طلا                                     | نقره                            | برنز                               |
| ۴۸ ک‌گ  | Choidognyambuugiin Batbadral · مغولستان | Kim Sun-chol · کرهٔ شمالی        | کیم جونگ-شین · کرهٔ جنوبی           |
| ۵۲ ک‌گ  | مجید ترکان · ایران                      | Kim Myong-soo · کرهٔ شمالی       | Jagdeep Singh · هند                |
| ۵۷ ک‌گ  | نو کیونگ-سون · کرهٔ جنوبی                | عسکری محمدیان · ایران           | Ryo Kanehama · ژاپن                |
| ۶۲ ک‌گ  | Kazuhito Sakae · ژاپن                   | لی جونگ-کئون · کرهٔ جنوبی        | Taghi Akbarnejad · ایران           |
| ۶۸ ک‌گ  | Khenmedekhiin Amaraa · مغولستان         | کوسی آکایشی · ژاپن              | پارک جانگ سون · کرهٔ جنوبی          |
| ۷۴ ک‌گ  | Behrouz Yari · ایران                    | Kim Kwang-soo · کرهٔ جنوبی       | Lodoin Enkhbayar · مغولستان        |
| ۸۲ ک‌گ  | Puntsagiin Sükhbat · مغولستان           | Yu Sang-man · کرهٔ شمالی         | محمدحسین محبی · ایران              |
| ۹۰ ک‌گ  | محمدحسن محبی · ایران                    | عبدالمجید مارو والا · پاکستان   | Chadraabalyn Byambadorj · مغولستان |
| ۱۰۰ ک‌گ | محمدرضا توپچی · ایران                   | Shahid Pervaiz Butt · پاکستان   | Subhash Verma · هند                |
| ۱۳۰ ک‌گ | علیرضا سلیمانی · ایران                  | Aduuchiin Baatarkhüü · مغولستان | هیرویوکی اوباتا · ژاپن             |

### فرنگی مردان
| رویداد | طلا                        | نقره                        | برنز                      |
| ۴۸ ک‌گ  | برنده نداشت                | Goun Duk-yong · کرهٔ جنوبی   | Yang Zhizhong · چین       |
| ۴۸ ک‌گ  | برنده نداشت                | Masanori Ohashi · ژاپن      | Yang Zhizhong · چین       |
| ۵۲ ک‌گ  | آن هان-بونگ · کرهٔ جنوبی    | عبدالکریم کاکاحاجی · ایران  | Shohei Nakamori · ژاپن    |
| ۵۷ ک‌گ  | Kim Jin-won · کرهٔ جنوبی    | Michizo Fujioka · ژاپن      | Ghazi Faisal · عراق       |
| ۶۲ ک‌گ  | Huh Byung-ho · کرهٔ جنوبی   | حسن یوسفی افشار · ایران     | Shigeki Nishiguchi · ژاپن |
| ۶۸ ک‌گ  | Yasuhiro Okubo · ژاپن      | کیم سونگ-مون · کرهٔ جنوبی    | عبدالله چمن‌گلی · ایران    |
| ۷۴ ک‌گ  | Park Myung-suk · کرهٔ جنوبی | Hiromichi Ito · ژاپن        | Wei Qingkun · چین         |
| ۸۲ ک‌گ  | کیم سانگ-کیو · کرهٔ جنوبی   | Abdul-Rahman Breesam · عراق | Tamotsu Yabiku · ژاپن     |
| ۹۰ ک‌گ  | Yasutoshi Moriyama · ژاپن  | حسن بابک · ایران            | Eom Jin-han · کرهٔ جنوبی   |
| ۱۰۰ ک‌گ | Tsutomu Kondo · ژاپن       | محمد نادری · ایران          | Yoo Young-tae · کرهٔ جنوبی |
| ۱۳۰ ک‌گ | علیرضا لرستانی · ایران     | Kim Dae-kwan · کرهٔ جنوبی    | Tian Lei · چین            |